# Feldafing (przystanek kolejowy)
Feldafing (niem. Bahnhof Feldafing) – przystanek kolejowy w Feldafing, w kraju związkowym Bawaria, w Niemczech. Znajduje się na linii München – Garmisch-Partenkirchen. Według DB Station&Service ma kategorię 5. Od 2013 budynek dworca jest siedzibą gminy Feldafing.

## Linie kolejowe
- München – Garmisch-Partenkirchen

## Połączenia
Przystanek jest obsługiwany przez pociągi S-Bahn w Monachium linii S6.
| Linia | Trasa | Częstotliwość |
| ----- | --- | ------------- |
| S6    | Tutzing – Feldafing – Possenhofen – Starnberg – Starnberg Nord – Gauting – Stockdorf – Planegg – Gräfelfing – Lochham – Westkreuz – Pasing – Laim – Hirschgarten – Donnersbergerbrücke – Hackerbrücke – Hauptbahnhof – Karlsplatz (Stachus) – Marienplatz – Isartor – Rosenheimer Platz – Ostbahnhof (– Leuchtenbergring – Berg am Laim – Trudering – Gronsdorf – Haar – Vaterstetten – Baldham – Zorneding – Eglharting – Kirchseeon – Grafing Bahnhof – Grafing Stadt – Ebersberg) | co 20 minut   |